# Fivizzano
Fivizzano is een gemeente in de Italiaanse provincie Massa-Carrara (regio Toscane) en telt 8980 inwoners (31-12-2004). De oppervlakte bedraagt 180,6 km², de bevolkingsdichtheid is 50 inwoners per km².

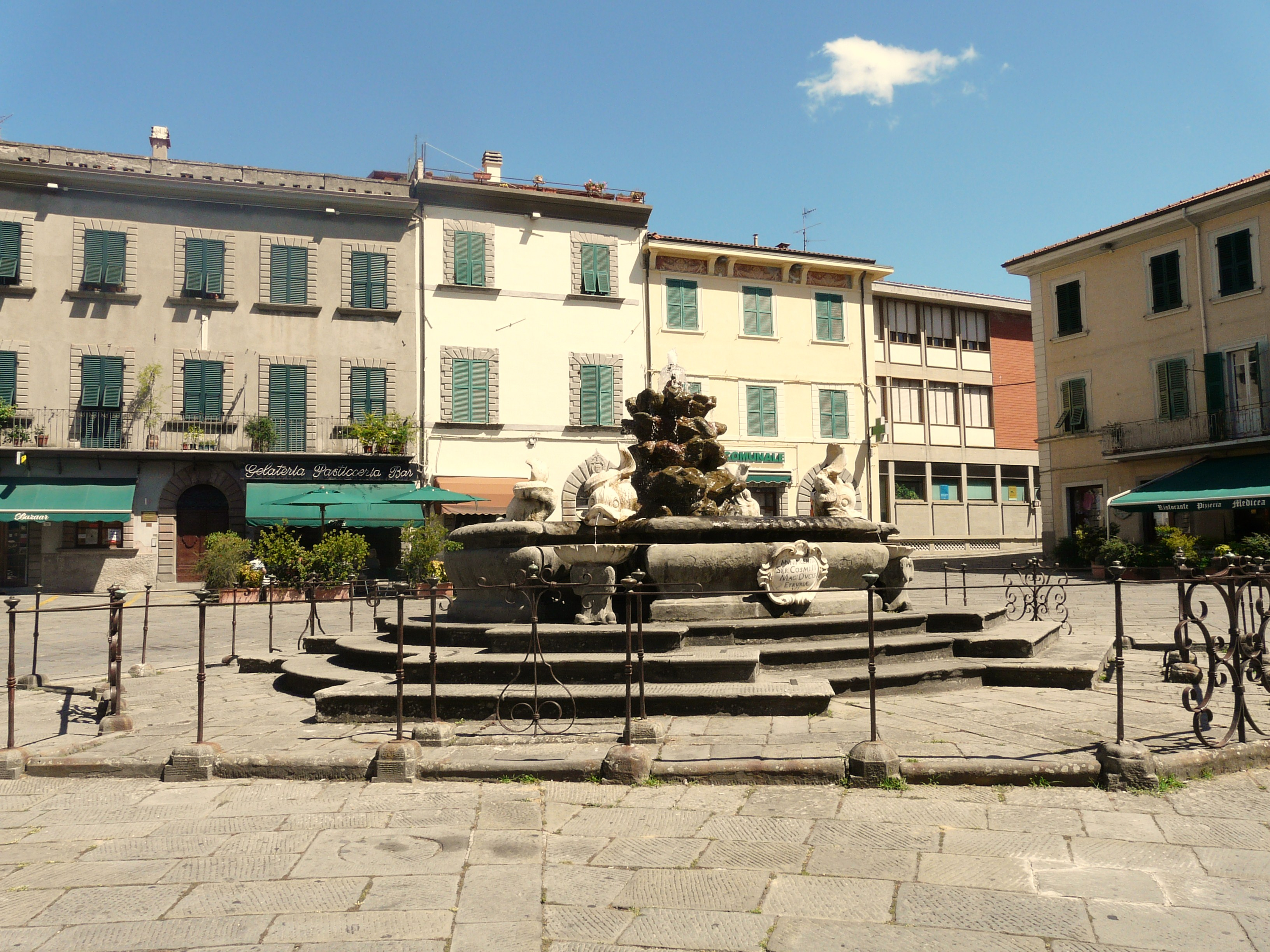
Fivizzano Piazza Medicea

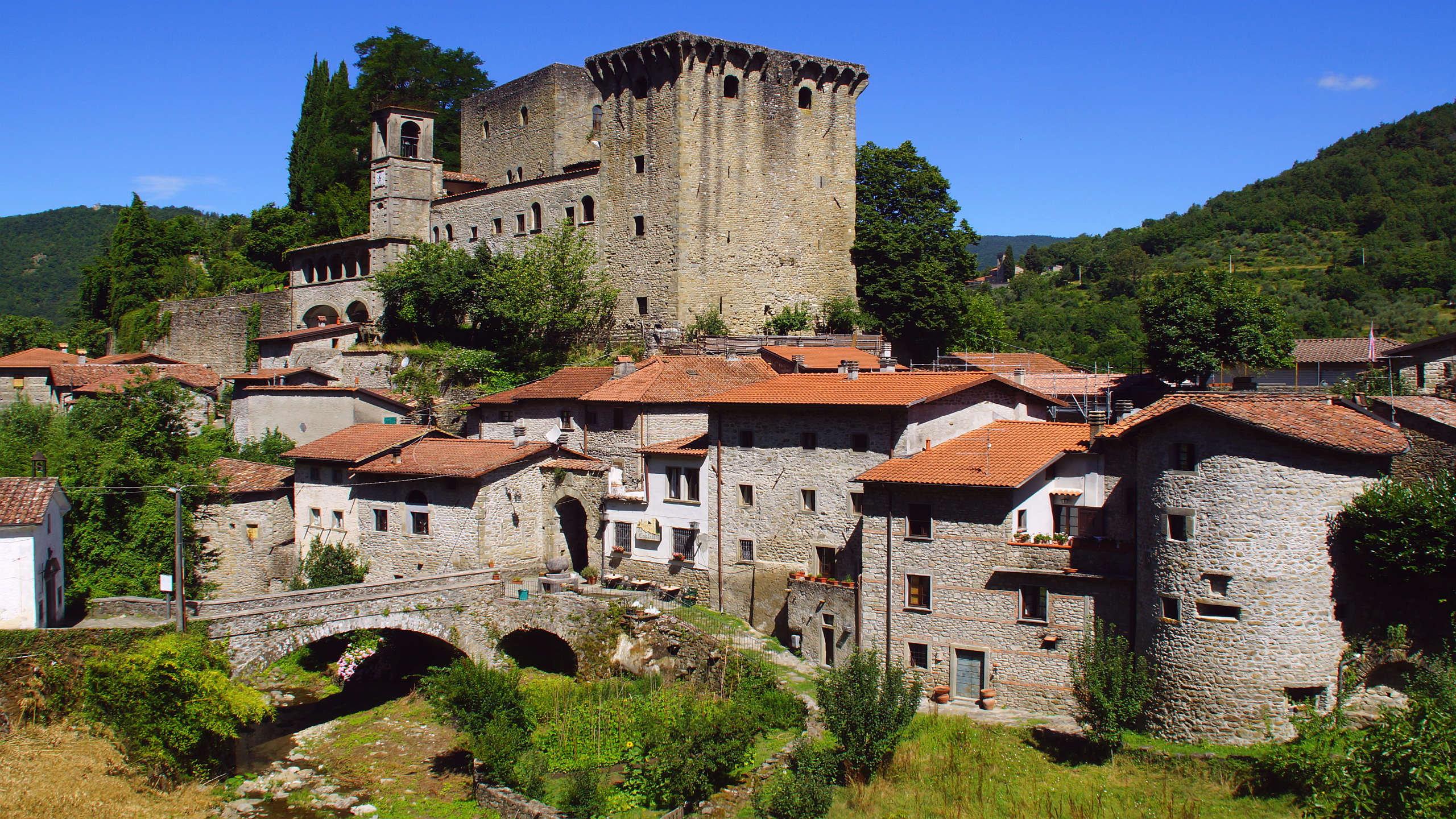
Fortezza di Verrucola (Gemeente Fivizzano)

De volgende frazioni maken deel uit van de gemeente: Agnino, Agnolo, Aiola, Alebbio, Alebbio Casette, Alebbio Prato, Antigo, Arlia, Bardine di Cecina, Bardine di San Terenzo, Bottignana di Sopra, Bottignana di Sotto, Cà-Giannino, Campiglione, Canneto, Castelletto, Caugliano, Cecina, Cerignano, Cerri, Certaldola, Ceserano, Colla, Colle di Cerignano, Collecchia, Collecchia Piano, Collegnago, Colognola, Cormezzano, Corsano, Cortila, Cotto, Debicò, Equi Terme, Escaro, Fazzano, Fiacciano, Fivizzano, Folegnano, Gallogna, Gassano, Gragnola, Groppoli, Isolano, Lorano, Magliano, Maglietola, Mazzola, Mezzana, Molina di Equi, Mommio, Moncigoli, Montale, Montecurto, Monte dei Bianchi, Montevalese, Monzone Alto, Monzone Ponte, Motta, Mozzano, Mulina di Equi, Panigaletto, Pian di Molino, Piastorla, Pieve di Viano, Pieve San Paolo, Pò, Pognana, Posara di Sopra, Posara di Sotto, Pratolungo, Quarazzana, Rometta Apuana, San Terenzo, Sassalbo, Sercognano, Serraruola, Signano, Soliera Apuana, Spicciano, Stazione Rometta, Tenerano, Terenzano, Terma, Traggiara, Turano, Turlago, Uglianfreddo, Vallazzana, Vendaso, Verrucola, Verzano, Vezzanello, Viano, Vinca, Virolo

## Demografie
Fivizzano telt ongeveer 4448 huishoudens. Het aantal inwoners daalde in de periode 1991-2001 met 10,6% volgens cijfers uit de tienjaarlijkse volkstellingen van ISTAT.
| Jaar | Inwoneraantal |
| ---- | ------------- |
| 1991 | 10.258        |
| 2001 | 9174          |

## Geografie
De gemeente ligt op ongeveer 326 m boven zeeniveau.
Binnen de gemeente Fivizzano bevinden zich vijf stations langs de spoorlijn Lucca - Aulla: Fivizzano-Rometta-Soliera, Fivizzano-Gassano, Gragnola, Monzone-Monte dei Bianchi-Isolano en Equi Terme.
Fivizzano grenst aan de volgende gemeenten: Aulla, Carrara, la in Lunigiana, Comano, Fosdinovo, Giuncugnano (LU), Licciana Nardi, Massa, Minucciano (LU), Sillano (LU) en Ventasso (RE).